# Габровље
Габровље (словен. Gabrovlje) је насељено место у општини Словенске Коњице, Савињска регија, Словенија.

## Историја
До територијалне реорганизације у Словенији било је у саставу старе општине Словенске Коњице.

## Становништво
У попису становништва из 2011. године, Габровље је имало 74 становника.
| Број становника према пописима | Број становника према пописима | Број становника према пописима |
| ------------------------------ | ------------------------------ | ------------------------------ |
| 1991                           | 2002                           | 2011                           |
| 175                            | 83                             | 74                             |

Напомена: Године 1994. смањена за део насеља који је спојен са издвојеним делом од насеља Добрава при Коњицах у ново самостално насеље Добровље (Зрече).